# 千原淳弘
千原 淳弘（ちはら あつひろ、1973年10月3日 - ）は、日本の元プロ野球選手（投手）。

## 経歴
野球部の強化を進めていた和歌山県立日高高等学校中津分校に入学し、1991年のドラフト会議で西武から6位で指名を受けた。契約金と年俸それぞれ3,500万円、400万円（いずれも推定）で入団契約を結び、同校出身者としては垣内哲也に続く2人目のプロ野球選手となっている。スライダーが武器。
一軍での登板はなく、1997年に現役を引退して西武の打撃投手となった。その後、スコアラーに転身している。
2023年からは阪神のスコアラーに就任する。

## 詳細情報

### 年度別投手成績
- 一軍公式戦出場なし

### 背番号
- 66 （1992年 - 1997年）
- 09 （1998年 - 2005年）